# Apopetelia
Apopetelia is een geslacht van vlinders van de familie spanners (Geometridae), uit de onderfamilie Ennominae.

## Soorten
- A. bipunctifera Dognin, 1913
- A. brunneonotata Warren, 1907
- A. brunnescens Dognin, 1908
- A. casperia Druce, 1893
- A. cercyon Druce, 1893
- A. chlororphnodes Wehrli, 1936
- A. fulvifascia Warren, 1904
- A. morosa Butler, 1881